# Jack Reacher: Never Go Back
Jack Reacher: Never Go Back är en actionfilm från 2016 som baseras på romanen Ingen återvändo av Lee Child och utgör uppföljare till filmen Jack Reacher från 2012. Filmen hade premiär i Sverige den 6 oktober 2016.

## Handling
Efter att ha avslöjat en sheriffs traffickingverksamhet återvänder den före detta militärpolisen Jack Reacher till sitt gamla militärhögkvarter i Virginia för att träffa sin efterträdare, major Susan Turner. Reacher får helt plötsligt av överste Sam Morgan veta att Turner har arresterats, misstänkt för spionage och förräderi efter att två soldater under hennes befäl mördats under ett uppdrag i Afghanistan. Reacher hjälper Turner att rymma och med såväl militären som ett privat säkerhetsföretag hack i häl försöker de tillsammans få tag på de skyldiga. Samtidigt har Reacher fått veta att en för honom obekant kvinna, Candice Dutton, uppgivit att Reacher är far till hennes tonårsdotter Samantha, vilket fienden också har fått veta. Reacher måste inte bara rentvå Turners namn utan även beskydda Samantha Dutton. Men är hon verkligen Reachers dotter?

## Rollista
| Tom Cruise        | – Jack Reacher                                 |
| Cobie Smulders    | – major Susan Turner                           |
| Aldis Hodge       | – kapten Anthony Espin                         |
| Danika Yarosh     | – Samantha Dutton                              |
| Patrick Heusinger | – Jägaren                                      |
| Holt McCallany    | – överste Sam Morgan                           |
| Robert Knepper    | – general James Harkness                       |
| Jason Douglas     | – sheriff Raymond Wood                         |
| Judd Lormand      | – vicesheriff                                  |
| Austin Hebert     | – Daniel Prudhomme                             |
| Robert Catrini    | – överste Bob Moorcroft, major Turners advokat |
| Jessica Stroup    | – löjtnant Sullivan                            |
| Madalyn Horcher   | – sergeant Leach                               |
| Teri Wyble        | – Mrs. Prudhomme                               |
| Lee Child         | – TSA-agent                                    |